# 細川益男
細川 益男（ほそかわ ますお、1924年〈大正13年〉11月29日 - 2010年〈平成22年〉3月31日）は、日本の実業家、馬主。

## 経歴
1924年11月29日、大阪府に生まれる。
1943年、旧制浪速高等学校を卒業後、京都帝国大学工学部化学機械科へ入学。卒業後、武田薬品工業で研究員として勤めたのち、1951年、父の細川永一から細川鉄工所（現:ホソカワミクロン）を継承し、1961年に同社の代表取締役社長となる。1995年、同社代表取締役会長に就任。
2006年、東北大学の非常勤理事に就任。
2010年3月31日、肺炎のため死去。85歳没。

## 馬主活動

細川の勝負服

日本中央競馬会（JRA）に登録していた馬主としても知られた。勝負服の柄は赤、青二本輪、青袖赤二本輪、冠名には浪速高等学校（旧制）所在地の豊中市待兼山に由来する「マチカネ」を主に、ほか1984年の新潟大賞典で勝利したミクロンテンローおよび自社名から「ミクロン」も冠名に用いた。 
1966年にイギリスで手術を受けた際、競馬ファンとして知られるエリザベス女王の侍医を務めていた医師の勧めから日本中央競馬会の馬主となった。「笑う門には福来たる」の成句から、マチカネワラウカドとマチカネフクキタルなど、軽妙な馬名を一般公募で命名していた。
オーナーブリーダーでもあり、1992年に門別町の優駿牧場を買い取り、待兼牧場を開いた。また、1997年9月8日には所有馬のファンクラブである「マチカネファンクラブ」を結成。同年時点で150人ほどの会員が在籍、会報『フクキタル』も発行されていた。
長男の細川悦男も馬主としてマチカネモエギなど数頭を所有し、益男の死後に益男と悦男の所有馬は、社台ファーム代表吉田照哉の夫人である吉田千津が所有した。悦男の妹である細川祐季子も、馬主として冠名「ユノ」の数頭を2019年まで所有していた。
競走馬の馬名には、年度ごとにテーマも定めている年があったため用いられたテーマは以下の通り。

## テーマ一覧
- 1969年 - オー
- 1970年 - クイン、タロー
- 1971年 - ノユキ
- 1972年 - チカラ、ノハナ、ハチロー、ヒロシ
- 1973年 - ゲンタ、サンシロー、ダイボサツ、ノイチ、ノヨシ
- 1974年 - ムサシ、ノカオリ、チャレンジ、タケル、コジロー、イズミの「宮本武蔵」シリーズ
- 1975年 - ライコー、ヒカリ、ハヤト、タカ、タイテイ、コゾー、アラシの「雷」シリーズ
- 1976年 - エース、キング、ジョーズ、センプウ、テンリュー、ノツキ、ノホシ、ハチマン、マスタドン、リウオーの「映画」シリーズ
- 1977年 - イッキュウ、カグヤヒメ、キンタロウ、シンデレラ、スズラン、ナポレオン、ホトトギス、ハツユキの「童話」シリーズ
- 1978年 - ノブナガ、イエヤス、イッセイ、ヒデヨシ、ダイスケの「日本の歴史人物」シリーズ
- 1979年 - ナツクサ、クレナイ、ノユメ、ホープ、レディ、コクリコ、ツワモノ、ニチリン、ヨシツネ、リンタロー、ショウゲン、テンジツ、メイゲツ、ベルダン、カガヤキの「十五夜」シリーズ
- 1980年 - カチドキ、アトム、エスプリ、アース、ビーナス、ジュピター、メロディー、マルス、シンゲン、ケンシン、テンオー、サターン、マーキュリの「惑星・月」シリーズ
- 1981年 - カノープス、ビクトリー、ダイオー、レーグルス、ボンテン、トーキチ、プロキオン、トラノスケ、ユキヒメ、ユキカゼ、アルゴール、チャンス、スピカ、ミラの「王・女王」シリーズ
- 1982年 - オトメ、ポルカ、ゴーカ、キネン、シンピ、エデン、スガタ、コウリン、ブル、ゴッド、シップウ、ズイカク、ゴウケツ、ジンライ、ボス、ジェリコ、タイガース、ウィッピーの「神々をイメージする」シリーズ
- 1983年 - ウメシン、ナカノシマ、サクラヅカ、ハナヤシキ、キヨミズ、ゼーロン、ソネザキ、ミドー、グッディ、ホンマチ、オーテマエ、サンキュウ、ヒャクマン、シンセカイ、ツーテン、イナオー、テンマ、ホンドーリ、イチバン、ドウトンの「大阪府内の地名」シリーズ
- 1984年 - ヤヨイ、モモヤマ、タイカ、アスカ、カンケツ、スイコ、センゴク、ゲンロク、ゲンペイ、コーシ、カマクラ、ショウトク、ナンボク、カミドーリ、テンピョウ、テンカ、ハクホウ、ケンム、ハクホウ、メイジ、イシンの「年号」シリーズ
- 1985年 - セーヌ、ライン、ナガラ、エルベ、チクマ、サガミ、ドナウ、トカチ、オイラセ、カツラ、ゲンカイ、ナイスデイ、ロマノフ、エキスイ、クロベ、イワシミズ、カシマ、テームズ、ナイル、ジンツウの「日本、世界の河・川」シリーズ
- 1986年 - パレス、ミヨチャン、ヒナマツリ、エヒガサ、イナナキ、コンニチワ、ニコニコ、トノサマ、キビダンゴ、ボッチャン、コイノボリ、センナリ、メンコイ、ヒョウタン、オオジサマ、スギノコ、キンノクラの童謡シリーズ
- 1987年 - オイデヤス、オオキニ、ベッピン、ソウダッセ、ラッポーニ、ハンナリ、イトハン、スキヤネン、コイサン、ホエカゴ、ノハルコ、アンジョウ、アッパレ、テナモンヤ、キイッポン、ケンチャン、エビスサン、キサンジ、ドテライの「大阪弁」シリーズ
- 1988年 - オハラハー、オケサ、チャッキリ、ハナガサ、ヒメギミ、ローレライ、リズム、デカンショ、ビャッコ、ホダカ、オイワケ、ヤッコサン、ワッショイ、サクラジマ、ヨサコイ、キリシマ、ソーラン、タロウボウ、オンタケ、ラプソディ、タイヨウの「民謡、踊り」シリーズ
- 1989年 - ハナサソウ、クロカミ、モユル、ヒサカタ、ミユキ、アマツカゼ、チハヤブル、カグヤマ、ツクバネ、ソラタキ、ミセバヤナ、アワジシマ、カゼソヨグ、ヤマオロシ、メグリアイ、アラシフク、コイシカル、ムラサメ、ヒトシミズ、アマノハラ、ミカキモリ、オトニキク、キリタチの「百人一首」シリーズ
- 1990年 - ハナノエン、カクヨク、クノイチ、サクラガリ、ヨコブエ、ガラシャ、ウイジン、シゲトウ、キリガクレ、ヒオドシ、オーテモン、カブラヤ、センジン、ジンバオリ、イワクラ、サルトビ、アラムシャ、ホンマル、ギョリン、ナツノジン、オトコヤマ、ツノブエ、クロガネの「時代劇」シリーズ
- 1991年 - タンホイザ、カルメン、アイーダ、ブトウカイ、ボッベア、シロイフク、ハバネラ、アルル、トラビアタ、ジェロニモ、ケイキヘイ、ボロネーズ、ローハイド、アパッチ、シェーン、モロッコの「音楽」シリーズ
- 1992年 - セマキモン、クサマクラ、パンドラ、グビジン、ミダレガミ、コゴロウ、ムサシノ、バイロン、ユリシーズ、ドッポ、デカルト、ドイル、ヘンリー、ブルターク、ハイネ、リハク、ハクシュウ、ボクスイ、トロイア、ジライヤ、タイヘイキ、イーリアス、ダンテの「戯曲」シリーズ
- 1993年 - サンバ、ハルノコエ、フルート、コンダクタ、ヴィオロン、ソプラノ、ロクダン、クルミワリ、アンコール、デュエット、ジンタ、ジンダイコ、バリトン、アレグロ、エイユウ、デンデン、オンド、シンフォニ、ウンメイ、シンセカイ、コーラス、ドラム、コンサート、テノール、トロット「音楽用語、楽器」シリーズ
- 1994年 - ベニザクラ、カガリビ、レイロウ、ビエン、ムラサキ、イチジョウ、シシガタニ、コノエ、カンパク、アオイ、ヒマツリ、ブラボー、ニュウドウ、ケンム、エール、テング、トケイダイ、サダイジン、テツガク、ヒガシヤマ、コンチキチ、ヤッホー、ウコン、ダイモンジ、ウシワカ、ハイザー、カチドキ、ヤマホウシ、アクゲンタ、ヒエイ、ベンケイ、ギンカク「京都ゆかりのもの」シリーズ
- 1995年 - ハンニャ、ササメユキ、ハナフブキ、ランマン、ミラージュ、カゲボウシ、ダンリュウ、オーロラ、シキソク、タナバタ、レインボー、テンモウ、ビャクヤ、ナナヒカリ、ゼクウ、ウズシオ、ビッグバン、ニゲミズ、イナズマ、エントロピ、ヤマビコ、ヒガノボル、ギョウセイ、ムゲン、ライメイ、ユーフォー、トドロキ、タツマキの「自然」シリーズ
- 1996年 - エンムスビ、アカイイト、ユリノハナ、レダ、ミチヅレ、サクラサク、イゾルデ、イッショク、ツネナラム、ケイソウ、タマテバコ、テンノトキ、イッテキ、アシュラ、ハクベ、エデン、アジナモノ、オンガエシ、アマノガワ、トッタバイ、ワラウカド、トリスタン、ヒトリタビ、スサノオ、ハテンコウ、ヤノゴトシ、ツチノコ、フクキタル、ヒラケゴマ、マイオウギの「ことわざ、格言」シリーズ
- 1997年 - ピッカピカ、コイゴコロ、ハレスガタ、カゼノコ、タロー、マドノユキ、カゾエウタ、シュツラン、ラブソング、オニゴッコ、ピッカピカ、ボウショク、サンシロー、ヤオヨロズ、シルヤキミ、ウラワカク、ハレスガタ、オヤマサリ、ジロー、コイマツリの「人生の成長過程」シリーズ
- 1998年 - オイバネ、ハナマツリ、アカトンボ、ムラムスメ、エヒガサ、メンコイ、ポッポ、オトノサマ、ドンドン、キンノホシ、ヤッコダコ、テルテル、キモッタマ、カチカチ、ラッパ、メニアオバ、キラキラ、イッチョウ、ピーピャラ、トキノコエ、カクヨクの「日本の四季」シリーズ
- 1999年 - スズノスケ、サムライ、エライヒト、スケサン、トラノスケ、ムソウ、カクサン、タムラマロ、カンタロー、タネガシマ、モノノフ、ツキガタ、イアイヌキ、ハンペイタ、クロズキン、ジュウベエ、ハチマンキ、ハタジルシ、シンカゲ、ホクシン、スゲガサ、ラン、オギン、シロズキン、トモエ、ベニツバキ、ヒゲクラ、ウタゲ、クレナイの「時代劇」シリーズ
- 2000年 - アカシヤ、ホイサッサ、シラナミ、ハレルヤ、スズカケ、ゴンドラ、ヨクキケヨ、カネガナル、ヤシノミ、タグイナキ、ハッチョロ、ニジノハシ、イサリビ、サヨアラシ、ホノオ、イヨマンテ、コザッコ、ガイカ、ムスメサン、ハルウララ、カッサイ、ハマチドリ、ホレルナヨの音楽シリーズ
- 2001年 - ブユウデン、アカツキ、ウマジルシ、カザン、メニモミヨ、ワレコソワ、カブラヤ、オオガエシ、シュツジン、センペイ、ウコン、バテレン、ココニアリ、グンエイ、リュウセイ、ヒノゴトシ、オトニキケ、ビシャモン、マリシテン、ヒラリ、テマリウタ、マチカネフウリン、マチカネエマキ、マチカネモモヤマ、マチカネセンヒメ、ワンカナ、ケンラン
- 2002年 - ウソブキ、モユル、オカモエテ、ココロイキ、アケボノ、セイシュン、オタケビ、エテンラク、ヒザマル、マユアゲテ、クサモエテ、ソヨグカゼ、チシオ、ホマレ、マスラオ、キシン、ホシシロキ、ヤマザクラ、クサマクラ、ホホエミ、ハナムケ、トキノマイ、ハナナレヤ
- 2003年 - モエギ、アヲニヨシ、アラタマ、ワタツミ、カガフリ、アカネサス、ミセバヤナ、ナリヒビキ、メザメヨ、ムラサキ、ハナサソウ、コチフカバ、コンジョウ、キミガタメ
- 2004年 - オーラ、キララ、アカダイヤ、オオバン、ギョクハイ、タカラブネ、スピリット、ソロモン、コクホウ、シロガネ、ダイキチ、ネルリ、コダカラ、アヤニシキ、ピラミッド
- 2005年 - ノワキ、ニオウミヤ、ゲンジ、スマアカシ、カシワギ、セイカイハ、ヒカル、ミノリ、マボロシ、アオイ、コチョウ、タマカズラ、コウバイ、ハツネ、ワカナ、キリツボ
- 2006年 - フクノカミ、エベッサン、タヂカラオ、アポロン、ビーナス、ヤマノカミ、アマテラス
- 2007年 - カミカゼ、シュウソウ、ニホンバレ、レツジツ、フウセツ、ハルノコエ、オイカゼ、ハクウン、ハヤテ、モンスーン、ハナアラシ
- 2008年 - ヒヨドリ、ビャッコ、コロモガワ、オケハザマ、ゲンペイ、チハヤ、セキガハラ、ナツノジン、シズガタケ
- 2009年 - ドウドウ、ヒャクセン、ベンセイ、ソナエアリ、ユウビ、アズサユミ

## 主な所有馬

### GI級競走優勝馬
- マチカネフクキタル（1997年菊花賞、神戸新聞杯、京都新聞杯）

### 重賞競走優勝馬
- マチカネハチロー（1974年マイラーズカップ）
- マチカネライコー（1977年金鯱賞）
- マチカネタイテイ（1978年京阪杯）
- ミクロンテンロー（1984年新潟大賞典）
- マチカネイシン（1986年小倉大賞典）
- マチカネタンホイザ（1992年菊花賞3着、1993年目黒記念、ダイヤモンドステークス、1994年アメリカジョッキークラブカップ、1995年高松宮杯）
- マチカネアレグロ（1994年アルゼンチン共和国杯）
- マチカネワラウカド（1998年ウインターステークス、1999年東海菊花賞、白山大賞典）
- マチカネキンノホシ（2000年アメリカジョッキークラブカップ、アルゼンチン共和国杯）
- マチカネオーラ（2006年中京記念）
- マチカネニホンバレ（2009年エルムステークス）

### その他の所有馬
- マチカネイワシミズ（1986年阪神大賞典2着、種牡馬）
- マチカネホクシン（1999年いちょうステークス[注 1]、朝日杯3歳ステークス3着、2000年NHKマイルカップ3着）
- マチカネアカツキ（2001年東京スポーツ杯2歳ステークス2着、ラジオたんぱ杯2歳ステークス2着、2002年東京優駿3着）

## 受賞・受章

### 受賞
- 大阪府優秀発明功績賞（1964年）
- 発明協会全国表彰発明賞（1965年）
- 大阪府知事賞（1983年）

### 受章
- 紫綬褒章（1975年）
- 勲四等旭日小綬章（1995年）

## 著書
- 『なにわ塾第74巻 水車小屋の若者の夢、世界を駆ける』（ブレーンセンター、1999年7月1日）
- 『京大オミクロンの追憶 1945―紅の梓弓』（鳥影社、2004年5月1日）
- 『ナノパーティクルテクノロジーハンドブック』（日刊工業新聞社、2006年4月1日）